# Тушикаул
Тушикаул — покинутый аул в Чеберлоевском районе Чеченской Республики.

## География
Аул расположен напротив Мамонаула, к юго-востоку от районного центра Шаро-Аргун.
Ближайшие населённые пункты: на северо-западе — бывшие аулы Бекейаул, Чуреймохк и Арапоаул, на северо-востоке — бывшие аулы Тарсенаул, Мамонаул и село Ригахой, на юго-западе — бывшие аулы Пэтэаул, Ачалой и Кулой, на юго-востоке — бывшие аулы Ари-Аул, Чарахаул и Джелошка.